# Josefine Hasbo
Josefine Hasbo (født. 20. november 2001) er en kvindelig dansk fodboldspiller, der spiller collegefodbold for Harvard Crimson i USA og Danmarks kvindefodboldlandshold.

## Meritter

### Klub
Brøndby IF
Elitedivisionen 
- Guld: 2018-19

Sydbank Kvindepokalen 
- Sølv: 2019